# Opuntia tapona
Opuntia tapona là một loài thực vật có hoa trong họ Cactaceae. Loài này được Engelm. ex J.M. Coult. mô tả khoa học đầu tiên năm 1896.